# Jodek magnezu
Jodek magnezu, MgI
2 – nieorganiczny związek chemiczny z grupy jodków.

## Występowanie
Jodek magnezu występuje w postaci bezwodnej oraz jako hydrat zawierający sześć MgI
2·6H
2O lub osiem MgI
2·8H
2O cząsteczek wody w sieci krystalicznej.

## Budowa cząsteczki
Bezwodny jodek magnezu tworzy kryształy w układzie heksagonalnym, heksahydrat krystalizuje w układzie jednoskośnym, natomiast oktahydrat krystalizuje w układzie rombowym.

## Otrzymywanie

### Skala laboratoryjna

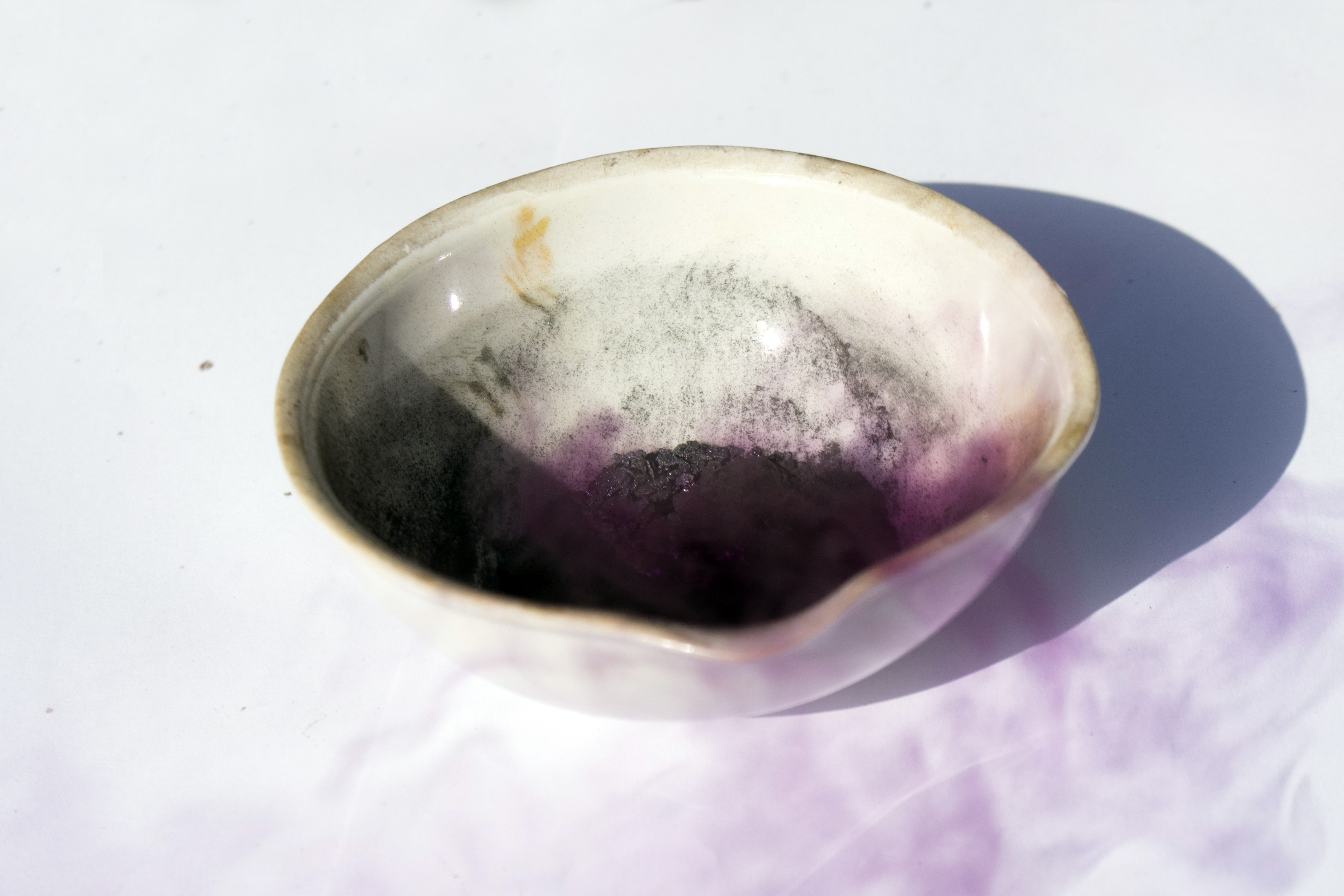
Synteza jodku magnezu katalizowana wodą

Jodek magnezu może być otrzymany w reakcji magnezu z jodem:
Mg + I
2 → MgI
2
Ponadto związek ten powstaje z tlenku magnezu, wodorotlenku magnezu czy też węglanu magnezu w reakcji z kwasem jodowodorowym:
MgO + 2HI → MgI
2 + H
2O
Mg(OH)
2 + 2HI → MgI
2 + 2H
2O
MgCO
3 + 2HI → MgI
2 + CO
2 + H
2O

## Właściwości

### Właściwości fizyczne
Jodek magnezu jest białym ciałem stałym, stabilnym podczas ogrzewania w atmosferze wodoru, ale rozkłada się na powietrzu w temperaturze pokojowej ulegając zbrązowieniu w wyniku uwalniania pierwiastkowego jodu. Ogrzewany na powietrzu rozkłada się całkowicie do I
2 oraz MgO. Ponadto jodek magnezu jest higroskopijny i rozpływa się na powietrzu.
Bezwodny jodek magnezu ma gęstość 4,43 g/cm³, a oktahydrat 2,10 g/cm³. Dobrze rozpuszcza się w wodzie, etanolu, metanolu, eterze i ciekłym amoniaku. Rozpuszczalność formy bezwodnej w wodzie wynosi:
100 g/100 g w temp. 0 °C
148 g/100 g w temp. 18 °C
164,9 g/100 g w temp. 110 °C

## Zastosowanie
Znalazł zastosowanie w reakcji Baylisa-Hillmana, w której powstają związki winylowe o konfiguracji Z.